# BusinessSpotlight
1. REDIRECT Spotlight (Sprachmagazin)